# Mansa Moussa

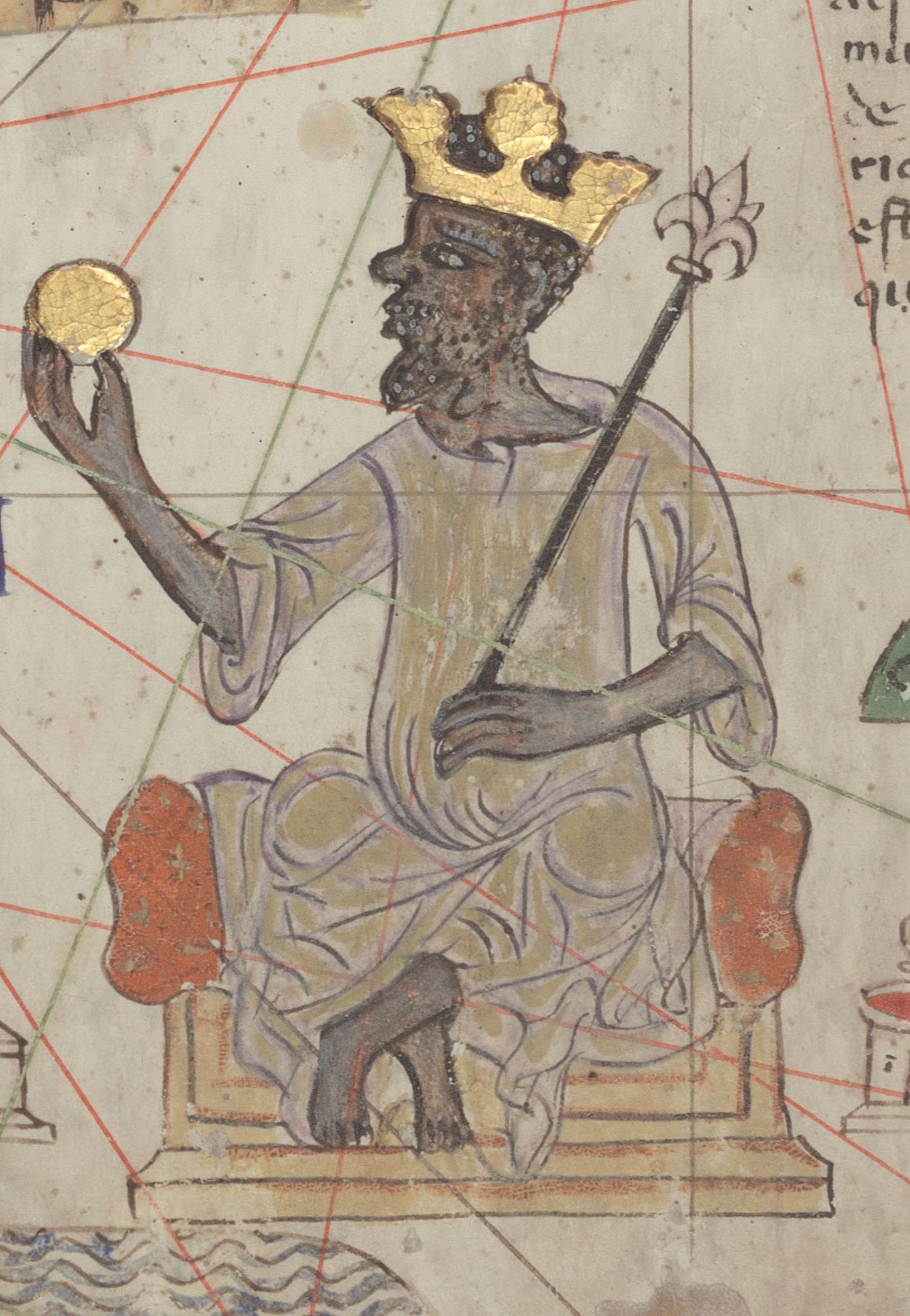
Mansa Moussa in de Catalaanse Wereldatlas (1375).

Mansa Moussa was koning ("Mansa") van het Koninkrijk Mali tussen 1312 en 1337. Hij is vooral bekend van zijn hadj en als mecenas van islamitische geleerdheid. Mansa Moussa is ook gekend als Kankou Moussa, een naam die refereert aan zijn moeder: "Moussa, zoon van Kankou". Alternatieve namen die hem toebedeeld werden, zijn Kanga Moussa, Gonga Moussa, Kankan Moussa, Musa I van Mali en De leeuw van Mali.
Hij wordt beschouwd als de rijkste persoon die ooit heeft geleefd.

## Biografie

Genealogie van de koningen van het Koninkrijk Mali, gebaseerd op de kroniek van Ibn Khaldun.

Mansa Moussa was een achterneef (of kleinzoon) van Sundiate Keita, de stichter van het Koninkrijk Mali. Over zijn jeugd is vrijwel niets bekend en zijn rol in de geschiedenis begint pas in 1312, als zijn broer Abu Bakr zijn koningschap neerlegt om op verkenningstocht te gaan over de Atlantische Oceaan. Van hem werd nooit meer gehoord.
Mansa Moussa breidde Mali uit met 24 steden, waaronder Timboektoe, waar hij een islamitische universiteit stichtte. Het land verwierf zo grotere toegang tot grondstoffen als goud en zout.
Hoewel de meeste bewoners van Mali geen moslim waren, bleef Moussa een overtuigde Islamiet. Zijn pelgrimstocht naar Mekka is daar een duidelijk voorbeeld van, maar hij toonde zijn godsdienstige overtuigingen ook op andere manieren. De wijze waarop Moussa aan de godsdienstige verplichting van zakat (armenbelasting) voldeed, is al even legendarisch als zijn bedevaart naar Mekka.
Onder zijn heerschappij werd de islam de belangrijkste godsdienst in het rijk, maar hij stond niet-moslims toe hun eigen overtuiging te houden. Verder stichtte hij talrijke moskeeën en islamitische scholen en universiteiten.

## Rijkdom
De Arabische historicus Chihab al-Umari beschreef Mansa Moussa als "de machtigste, rijkste, fortuinlijkste, door zijn vijanden meest gevreesde en het best in staat goed te doen voor zijn omgeving" in heel West-Afrika.
Die macht en rijkdom waren een direct gevolg van de unieke ligging van zijn rijk aan de Niger en aan belangrijke handelsroutes van de transsaharahandel. Met name zout en goud waren in die tijd zo gewild dat ze ook wel als betaalmiddel werden gebruikt. De zouthandel stamde oorspronkelijk uit een gebied ten noorden van Mali, rond de mijnen van Taghazza. De goudmijnen van Bambuk lagen wel binnen het rijk. Deze mijnen waren verantwoordelijk voor 50% van de wereldvoorraad en daarmee in hoge mate voor Mansa Moussa's rijkdom. Verder was de slavenhandel ook een belangrijke factor in het verwerven van die rijkdom. Er werd zout en goud geruild voor slaven.
De verovering van Timboektoe speelde hierbij ook een grote rol. Deze stad was hét kruispunt van de handel(goud) via de Niger en de handelsroutes door de Sahara (zout). Hierdoor controleerde Moussa de handel in deze twee belangrijke producten en vergrootte hij zijn rijkdom verder.

## Mansa Moussa's hadj
Moussa's naam en faam stamt vooral van zijn pelgrimstocht naar Mekka in 1324, en het verslag ervan.
In zijn gevolg bevonden zich duizenden mensen, gekleed in zijde. Zo'n 80 kamelen droegen twee ton aan goud met zich mee. In deze menigte had Moussa 12.000 bedienden, waarvan er 500 goudstaven droegen.
Behalve vanwege de omvang van het reisgezelschap, is Moussa ook beroemd geworden door zijn vrijgevigheid tijdens zijn hadj. Hij gaf goud aan de armen, zoals voorgeschreven in de islam (zakat). Het verhaal gaat dat hij elke vrijdag gedurende zijn pelgrimage een moskee stichtte in de stad waar hij op dat moment was. Hij gaf onderweg zoveel goud weg dat de goudprijs zeker 10 jaar nodig had om zich te herstellen. Hij gaf zelfs zo veel weg dat hij op de terugweg in Caïro besloot zoveel mogelijk geld/goud te lenen om de economische schade die hij door zijn vrijgevigheid had teweeg gebracht enigszins te herstellen.

## Wetenschap
Uit Mekka bracht Mansa Moussa vele Arabische geleerden en architecten mee naar Mali. Een van die architecten, Abu Ishaq es-Saheli, introduceerde nieuwe ideeën en technieken in Mali's bouwkunst die tot op de dag van vandaag in stand worden gehouden. Een voorbeeld daarvan is het optrekken van gebouwen uit lemen stenen en het met leem bepleisteren van die gebouwen. Met deze techniek bouwde hij de grote Djingareyber Moskee in Timboektoe, de Grote moskee van Djenné en een moskee in Gao.
Onder Moussa's bewind ontwikkelde Timboektoe zich niet alleen tot een belangrijke handelsstad, maar ook tot een centrum van islamitische geleerdheid. Moslims vanuit de gehele islamitische wereld kwamen naar de, door hem gestichte, Sankore Universiteit.

## Invloed
Mansa Moussa's hadj, en vooral zijn rijkdom, trok de aandacht van zowel de islamitische als christelijke wereld. "In de geschiedenis van middeleeuws West-Afrika was geen enkele gebeurtenis meer bekend dan deze", volgens professor Ross E. Dunn.
In de islamitische wereld ging de aandacht vooral uit naar Mansa Moussa's bevordering van de islam en wetenschap.
In Europa ging de aandacht vooral uit naar Moussa's rijkdommen. Een contemporaine Spaanse kaartmaker beeldde Moussa af, gezeten op zijn troon met een gouden kroon, een goudklomp in zijn rechterhand en een gouden scepter in zijn linkerhand.
Men zou zelfs kunnen zeggen dat Moussa's goud een van de motieven was voor de verkenning van de Afrikaanse kust door de Portugezen. Hendrik de Zeevaarder zocht wegen om bij het goud te komen, en tegelijkertijd de islam in te dammen. Maar na de val van Constantinopel (1453) en de succesvolle Reconquista verlegde Europa zijn aandacht naar het Westen.

## Opvolging
Mansa Moussa stierf rond 1337 en werd opgevolgd door zijn zoon Maghan. Rond deze tijd begon het rijk ook uiteen te vallen. Songhai, een provincie in het oosten, scheidde zich af. Maghan verkwistte een groot deel van Mali's rijkdom en gaf bij zijn dood in 1341 een verzwakt rijk door aan zijn oom Mansa Sulayman.
Terwijl een aantal van Mansa Moussa's beroemde moskeeën tot op de dag van vandaag zijn blijven bestaan, overleefde het koninkrijk Mali hem maar zo'n 200 jaar. In 1400 was Timboektoe al door Toearegs veroverd en was er een oorlog uitgebroken tussen Mali en het opkomende Songhai-rijk. In 1546 was het hele rijk door de Songhai veroverd.

## Trivia
- Mansa Moussa is een van de spelfiguren in de computerspellen Civilization IV en Civilization VI.